# ダイアン・キートン 可愛い女
『ダイアン・キートン 可愛い女』（ダイアン・キートン かわいいおんな、en:I Will, I Will... for Now）は、1976年に公開されたアメリカ合衆国のロマンティック・コメディ映画である。
監督ノーマン・パナマ。出演エリオット・グールド、ダイアン・キートン。
この映画はパナマの監督として最後の作品であった。

## キャスト
| 役名         | 俳優                       | 日本語吹替                                            |
| 役名         | 俳優                       | テレビ朝日版                                          |
| ------------ | -------------------------- | ----------------------------------------------------- |
| ケイティ     | ダイアン・キートン         | 上田みゆき                                            |
| レス         | エリオット・グールド       | 羽佐間道夫                                            |
| ジャッキー   | ヴィクトリア・プリンシパル | 戸田恵子                                              |
| ルー         | ポール・ソルヴィノ         | 神山卓三                                              |
| スティーブ   | ウォーレン・ベリンジャー   | 田中亮一                                              |
| サリー       | キャンディ・クラーク       | 榊原良子                                              |
| マグナス     | ロバート・アルダ           | 石森達幸                                              |
| ウィリアムス | マッジ・シンクレア         | 鳳芳野                                                |
| 不明 その他  |                            | 島香裕 竹口安芸子 色川京子 花咲きよみ 巴菁子 佐藤正治 |
|              |                            |                                                       |
| 演出         | 演出                       | 福永莞爾                                              |
| 翻訳         | 翻訳                       | 島口麻美                                              |
| 効果         | 効果                       | 赤塚不二夫                                            |
| 調整         | 調整                       | 山田太平                                              |
| 制作         | 制作                       | 千代田プロダクション                                  |
| 解説         | 解説                       | 飯干恵子                                              |
| 初回放送     | 初回放送                   | 1985年9月13日 『傑作洋画劇場』                        |